# Katharine Kerr
Katharine Kerr (* 1944 in Cleveland, Ohio, USA) ist eine amerikanische Autorin von Science-Fiction- und Fantasy-Romanen.

## Werke

### Die Chroniken von Deverry
15-bändiger, abgeschlossener Fantasy-Roman-Zyklus, 11 Bände sind auch auf Deutsch im Droemer Knaur Verlag erschienen.
Alle übersetzt von Regina Winter.
Im Englischen sind die Romane in 4 Unterzyklen unterteilt:

#### Deverry (Deverry)
- Daggerspell, Doubleday 1986, ISBN 0-385-23108-3
  - Der Wanderer von Deverry, 1998, ISBN 3-426-70121-9
- Darkspell, Doubleday 1987, ISBN 0-385-23109-1
  - Die Ausgestoßenen von Deverry, 1999, ISBN 3-426-70122-7
- The Bristling Wood, Doubleday Foundation 1989, ISBN 0-385-24275-1
  - Dämmerung über Deverry, 1999, ISBN 3-426-70123-5
- The Dragon Revenant, Doubleday Foundation 1990, ISBN 0-385-41098-0
  - Der Magier von Deverry, 1999, ISBN 3-426-70124-3

#### Die Westlands (The Westlands)
- A Time of Exile, Doubleday Foundation 1991, ISBN 0-385-41464-1
  - Zeit der Verbannung, 1999, ISBN 3-426-70125-1
- A Time of Omens, HarperCollins (UK) 1992, ISBN 0-00-224017-3
  - Zeit der Omen, 1999, ISBN 3-426-70126-X
- Days of Blood and Fire, HarperCollins (UK) 1993, ISBN 0-00-224068-8
  - Zeit des Dunkels, 1999, ISBN 3-426-70127-8
- A Time of Justice, HarperCollins (UK) 1994, ISBN 0-00-224298-2
  - Zeit des Feuers, 2000, ISBN 3-426-70128-6

#### Der Drachenmagier (The Dragon Mage)
- The Red Wyvern, Voyager / HarperCollins 1997, ISBN 0-00-224142-0
  - Der rote Drache, 2000, ISBN 3-426-70129-4
- The Black Raven, Voyager / HarperCollins 1999, ISBN 0-00-224644-9
  - Der schwarze Rabe, 2000, ISBN 3-426-70192-8
- The Fire Dragon, Voyager / HarperCollins 2000, ISBN 0-00-224645-7
  - Die Feuerechse, 2001, ISBN 3-426-70215-0

#### The Silver Wyrm
- The Gold Falcon, Voyager / HarperCollins 2006, ISBN 0-00-712868-1
- The Spirit Stone, HarperVoyager 2007, ISBN 0-00-712871-1
- The Shadow Isle, Harper Voyager (UK) 2008, ISBN 978-0-00-726892-4
- The Silver Mage, HarperVoyager 2009, ISBN 978-0-00-728736-9

#### Deverry(Arbeitstitel)
- Sword of Fire, DAW Books 2020, ISBN 978-0-7564-1367-5

### Polar City
- Polar City Blues, Bantam Spectra 1990, ISBN 0-553-28504-1
  - Polar City Blues, Bastei Lübbe 1992, Übersetzer Jürgen Martin, ISBN 3-404-24152-5
- Polar City Nightmare, Gollancz / Orion 2000, ISBN 0-575-06859-0 (mit Kate Daniel)

### Nola O’Grady
- License to Ensorcell, DAW Books 2011, ISBN 978-0-7564-0656-1
- Water to Burn, DAW Books 2011, ISBN 978-0-7564-0691-2
- Apocalypse to Go, DAW Books 2012, ISBN 978-0-7564-0709-4
- Love on the Run, DAW Books 2012, ISBN 978-0-7564-0762-9

### Sorcerer’s Luck
- Sorcerer’s Luck, Osel Books 2013, ISBN 978-0-9790573-9-7
- Sorcerer’s Feud, Osel Books 2014, ISBN 978-1-940121-02-4

### Einzelromane
- Freeze Frames, HarperCollins (UK) 1995, ISBN 0-586-21671-5
- Palace, Bantam Spectra 1996, ISBN 0-553-57373-X (mit Mark Kreighbaum)
- Snare, Voyager / HarperCollins 2003, ISBN 0-00-224617-1

### Als Herausgeberin
- Weird Tales from Shakespeare, DAW Books 1994, ISBN 0-88677-605-8 (mit Martin H. Greenberg)
- Enchanted Forests, DAW Books 1994, ISBN 0-88677-672-4 (mit Martin H. Greenberg)
- The Shimmering Door, HarperPrism 1996, ISBN 0-06-105342-2 (mit Martin H. Greenberg)